# Steiermarkbahn und Bus

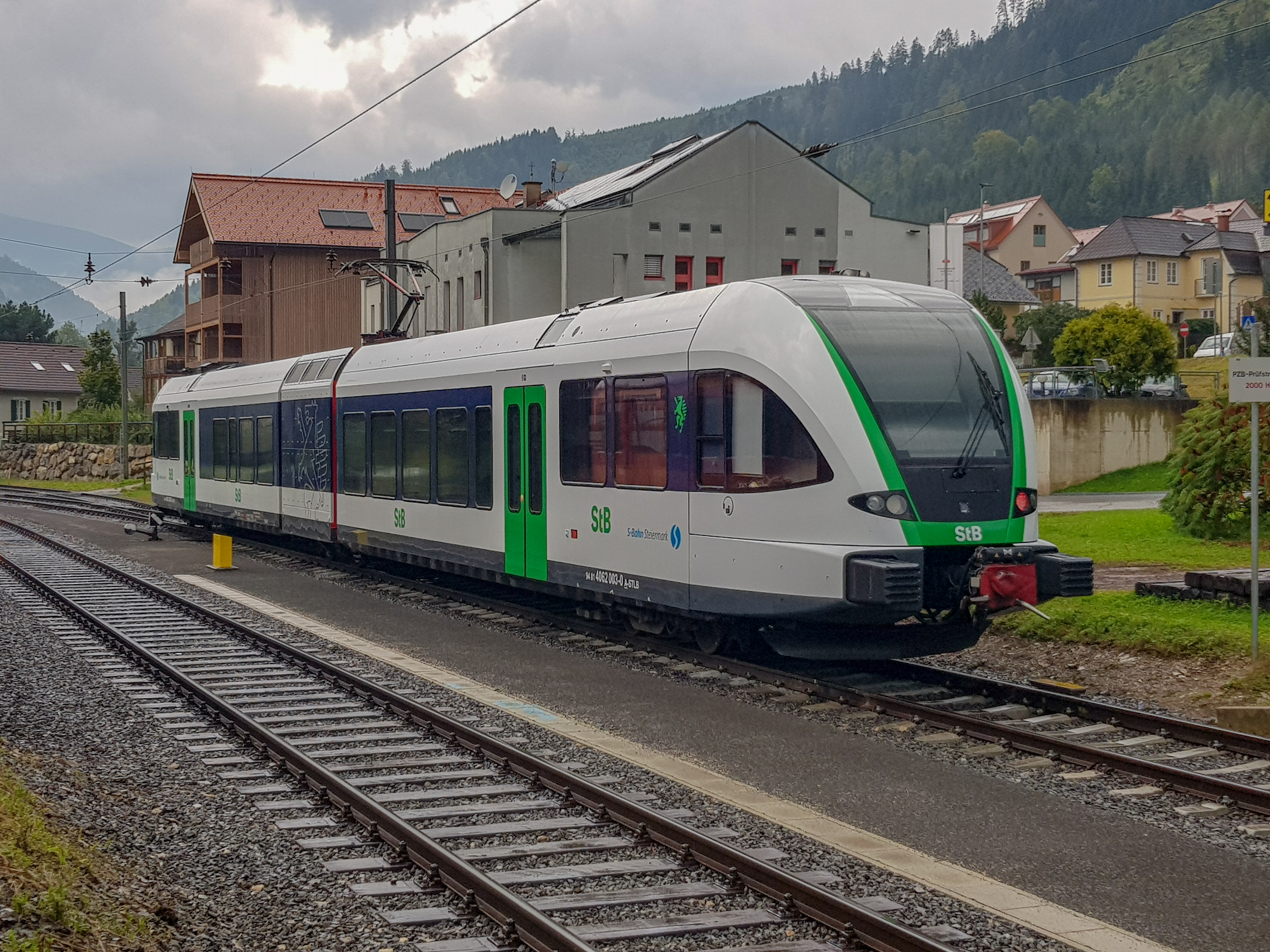
Stadler GTW 4062 003 in Übelbach

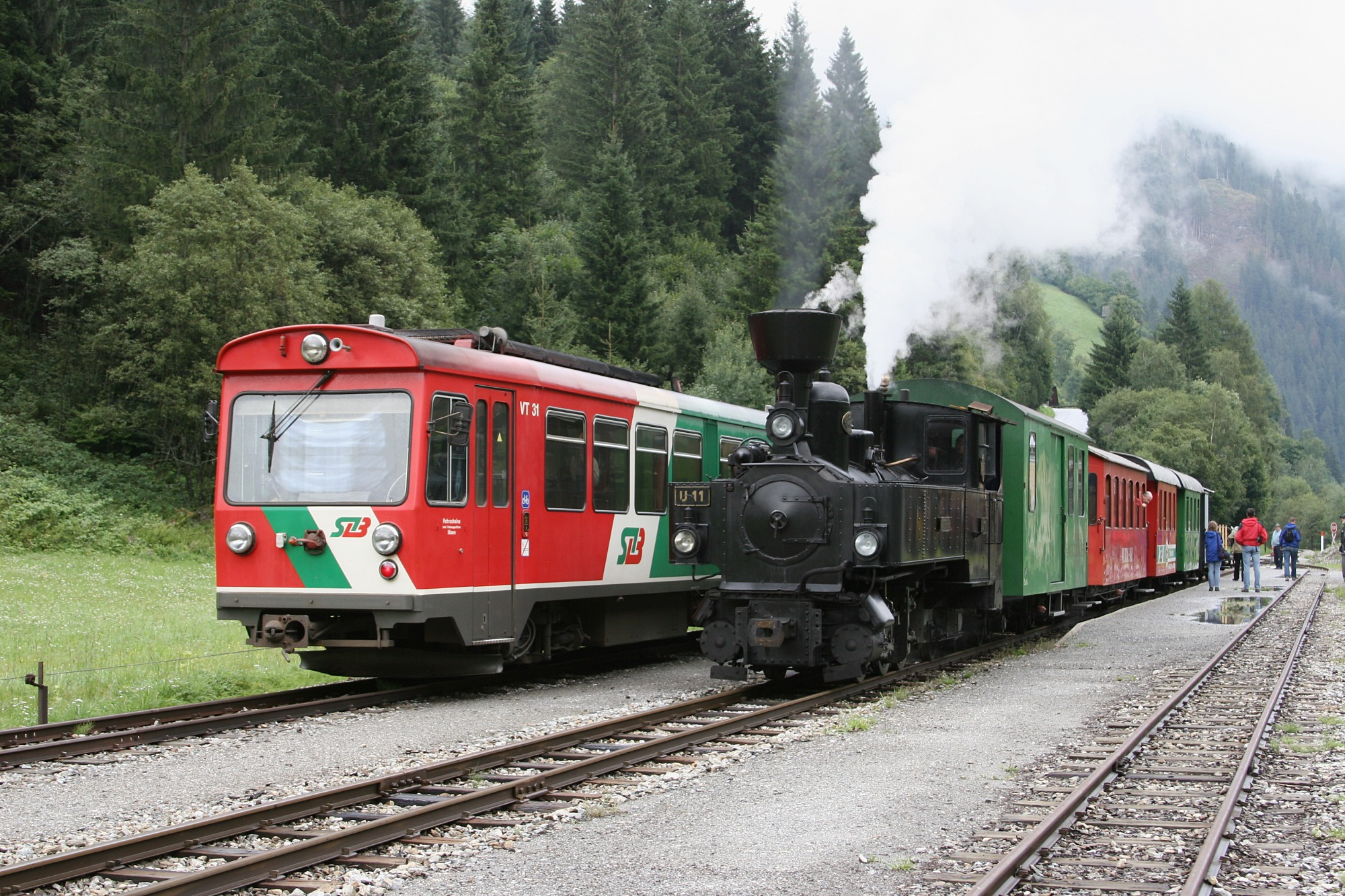
Dieseltriebwagen VT 31 und Dampfzug mit der U 11 auf der Murtalbahn

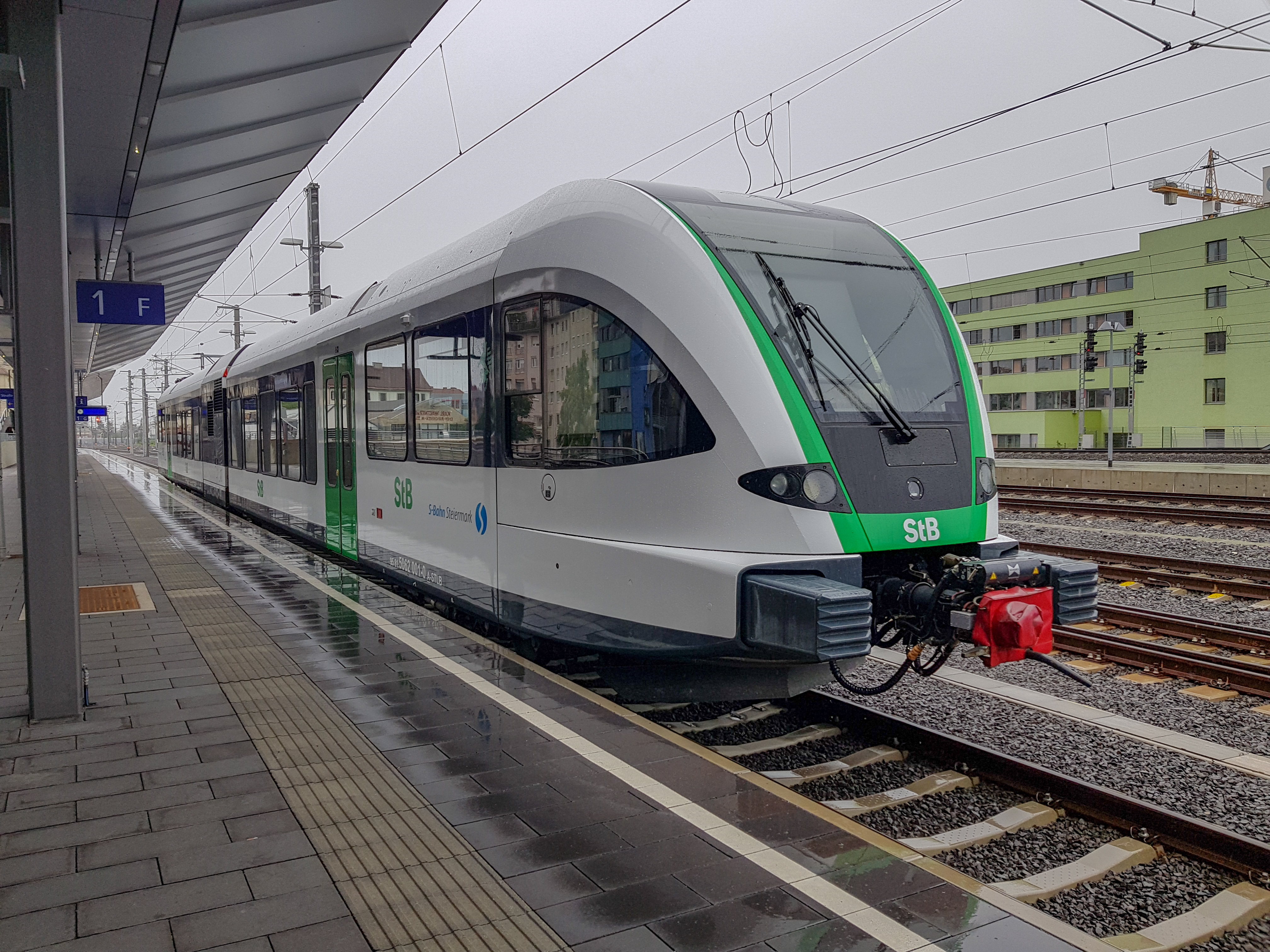
Stadler GTW 5062 001 der Steiermarkbahn und Bus GmbH in Graz Hauptbahnhof als

Die Steiermarkbahn und Bus GmbH (kurz StB) ist ein Verkehrsbetrieb im Eigentum des Landes Steiermark, der zwei S-Bahn-Linien, Regionalzuglinien und Omnibuslinien betreibt. Die Steiermärkischen Landesbahnen (kurz STLB) sind ein Eisenbahninfrastrukturunternehmen des Bundeslandes, das Bahnstrecken mit einer Gesamtlänge von 124 km betreibt. Hiervon sind 77 km Schmalspurstrecke (760 mm) und 47 km Normalspurstrecken (1435 mm). Außerdem betreiben die Steiermärkischen Landesbahnen einen Güterterminal (Terminal Graz Süd). Die Steiermärkischen Landesbahnen, die Steiermarkbahn und Bus GmbH und deren Tochter Steiermarkbahn Transport und Logistik GmbH treten gemeinsam unter der Markenbezeichnung Steiermarkbahn auf.

## Unternehmensstruktur
Aus rechtlicher Sicht agieren drei selbstständige, jedoch personell und organisatorisch verbundene Unternehmen unter dem gemeinsamen Markenauftritt der Steiermarkbahn:
- Die Steiermärkische Landesbahnen sind ein Wirtschaftsbetrieb in Rechtsträgerschaft des Landes, dem vor allem die Verwaltung der Bahninfrastruktur obliegt.
- Die Steiermarkbahn und Bus GmbH ist als Eisenbahnverkehrsunternehmen für den Personenverkehr sowie der Buslinien verantwortlich, weiters auch für Dampf- und Sonderfahrten.
- Die Steiermarkbahn Transport und Logistik GmbH, die als Tochterunternehmen der Steiermarkbahn und Bus GmbH für den Güterverkehr zuständig und unter anderem europaweite Ganzzugtransporte anbietet.

Das Land Steiermark (Eigentümervertretung: Abteilung 16 – Verkehr und Landeshochbau, Referat Öffentlicher Verkehr) ist Rechtsträger der Steiermärkischen Landesbahnen und Alleineigentümer der Steiermarkbahn und Bus GmbH, in deren Alleineigentum sich die Steiermarkbahn Transport und Logistik befindet.

## Geschichte
Die Steiermarkbahn wurde 1890 als „Steiermärkisches Eisenbahnamt“ zur Verwaltung mehrerer steirischer Regionalbahnen gegründet. Bis 1918 betrieb das Steiermärkische Eisenbahnamt auch mehrere Lokalbahnen in der damaligen Untersteiermark, heute Slowenien. 1920 bis 1926 und wieder ab 1954 lautete die Bezeichnung „Steiermärkische Landesbahnen“. Am 29. Juni 2018 wurde der neue Markenauftritt präsentiert, bei dem die seither 3 Unternehmen – Infrastruktur (Steiermärkische Landesbahnen), Personenverkehr (Steiermarkbahn und Bus) und Gütertransport (Steiermarkbahn Transport und Logistik) – unter der Marke Steiermarkbahn (StB) vereint werden.
Zusätzlich zu den Bahn- und Busbetrieben verfügt die Steiermarkbahn über ein Reisebüro in Murau. Das Reisebüro ist an das Travi-Austria-Computer-Reservierungssystem angeschlossen und somit direkt mit allen Fluglinien sowie allen großen Reiseveranstaltern vernetzt.
Das Bahnunternehmen ist weiters Betriebsführer der 10 km langen Lokalbahn Mixnitz–St. Erhard und des Güterterminals Graz Süd/Werndorf. Neben Personen- und Güterverkehr wird auf einigen Strecken auch Ausflugsverkehr mit historischen Dampfzügen betrieben. Außerdem ist die Steiermarkbahn der bedeutendste der drei Wirtschaftsbetriebe des Landes Steiermark.
Am 6. Mai 2015 kam es auf der Lokalbahn Peggau–Übelbach zu einem Frontalzusammenstoß zweier Züge, bei dem mehrere Fahrgäste schwer verletzt wurden und ein Lokführer starb. Außerdem wurden dabei zwei von drei elektrischen GTW schwer beschädigt. Der 4062 003 wurde wieder aufgearbeitet und kehrte in den Fahrgastbetrieb zurück, während der leere Wagenkasten des 4062 001 in Weiz abgestellt steht. Ein Wiederaufbau des Triebwagens ist nach aktuellem Stand nicht geplant.
Am 9. Juli 2021 entgleiste auf der Murtalbahn nahe Predlitz nach einer Kollision mit einem Baum am Gleis das Triebfahrzeug VT31 und stürzte über eine Böschung in die Mur. Die Kupplung trennte sich dadurch. Die zwei nachfolgenden Teile des Zugs verblieben im Gleis. 17 Schülerinnen und Schüler wurden leicht verletzt. Schwierig war die Bergungssituation des Fahrzeugs, da es für die Schmalspur keinen Bergekran gibt und die nächste Straße eine steile Böschung 50 m aufwärts lag.
Am 26. Mai 2025 kollidierte ein Personenzug der Linie S31 beim Bahnübergang Wollsdorf Leder mit einem LKW.
Der LKW Lenker wurde bei dem Unfall schwer verletzt. Sowohl der am Unfall beteiligte LKW als auch der Triebwagen der Reihe 643 fingen Feuer und wurden schwer beschädigt.

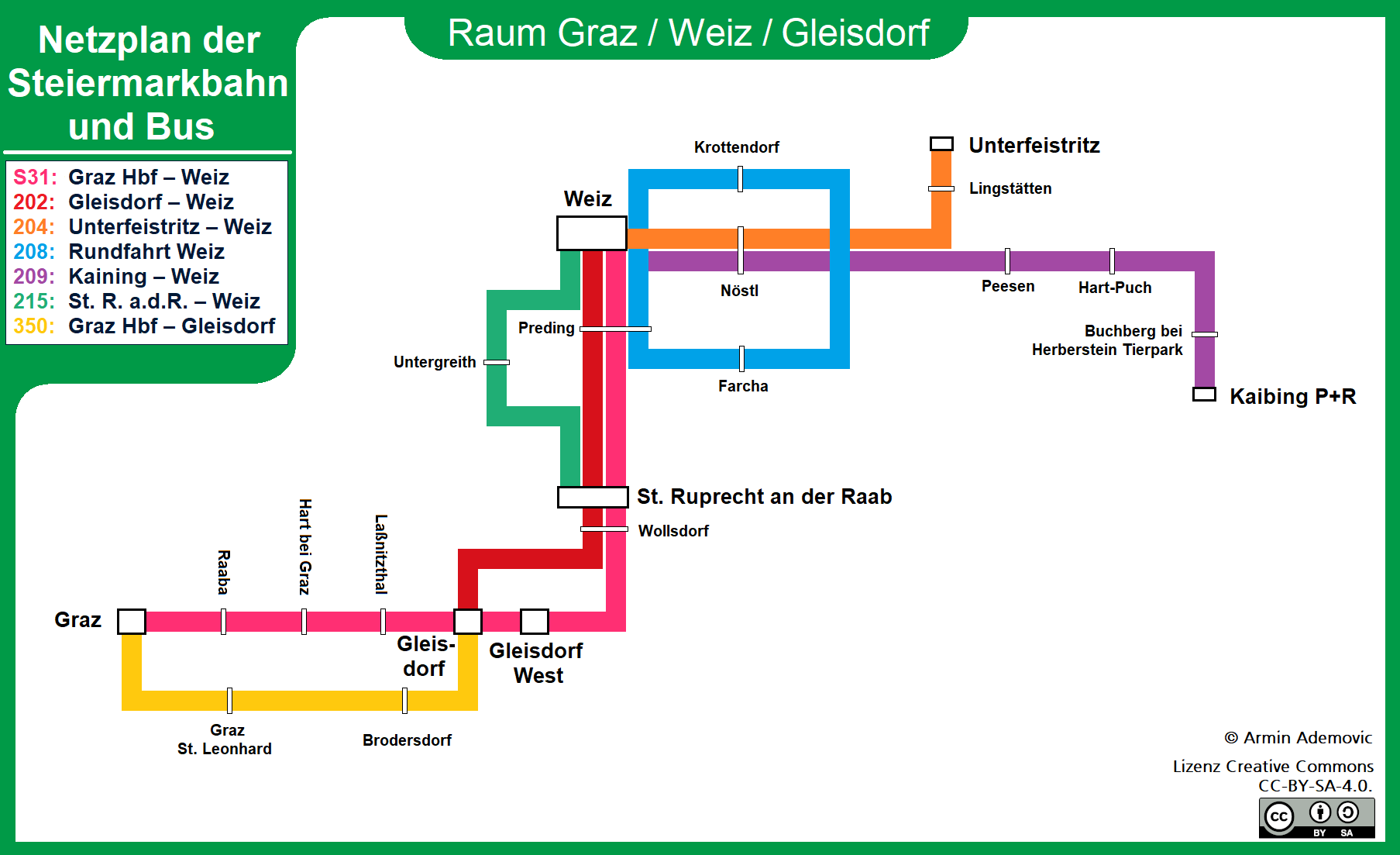
Netzplan Graz / Gleisdorf / Weiz

## Linien

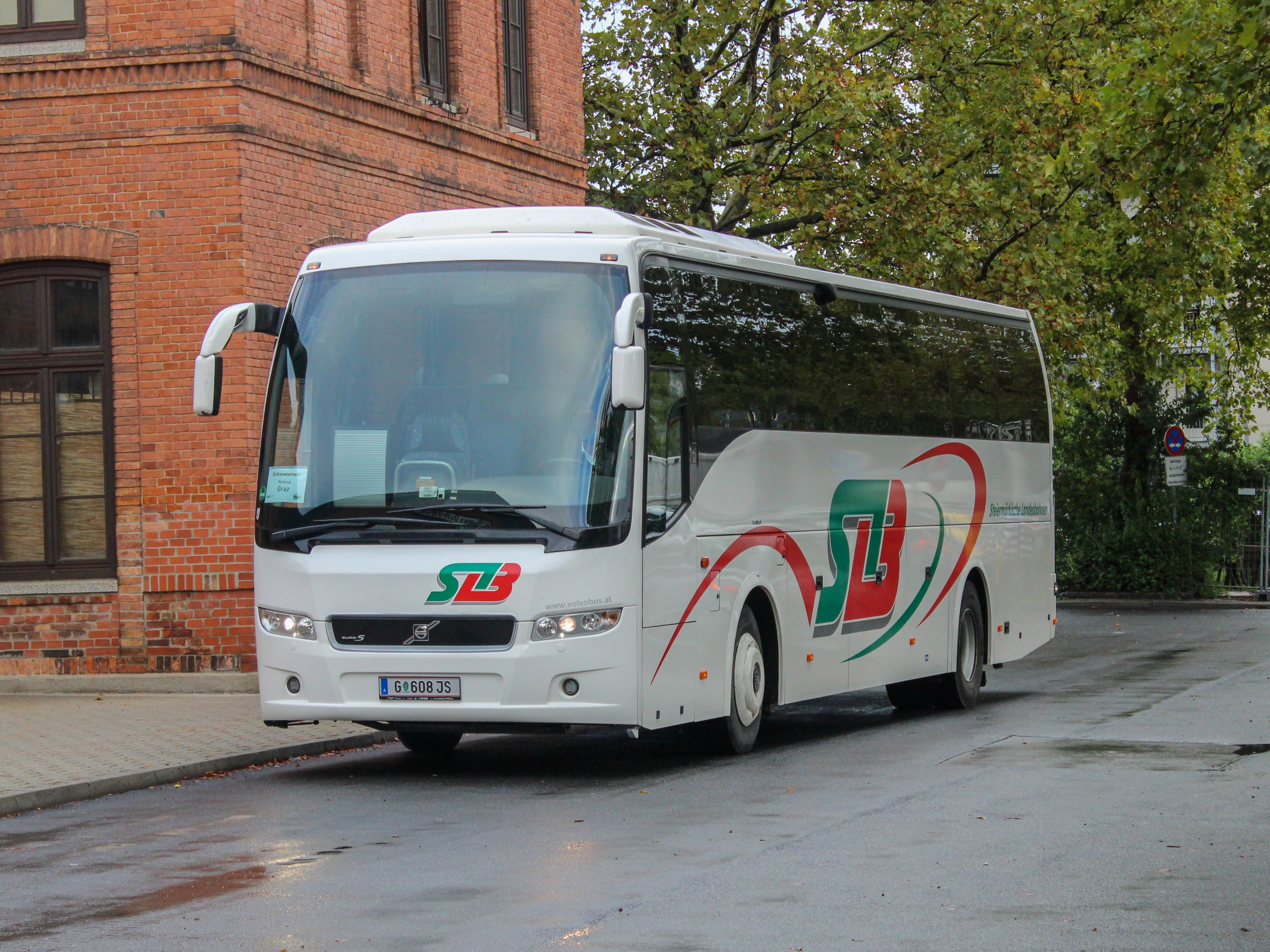
Volvo 9700 der Steiermarkbahn als Schienenersatzverkehr.

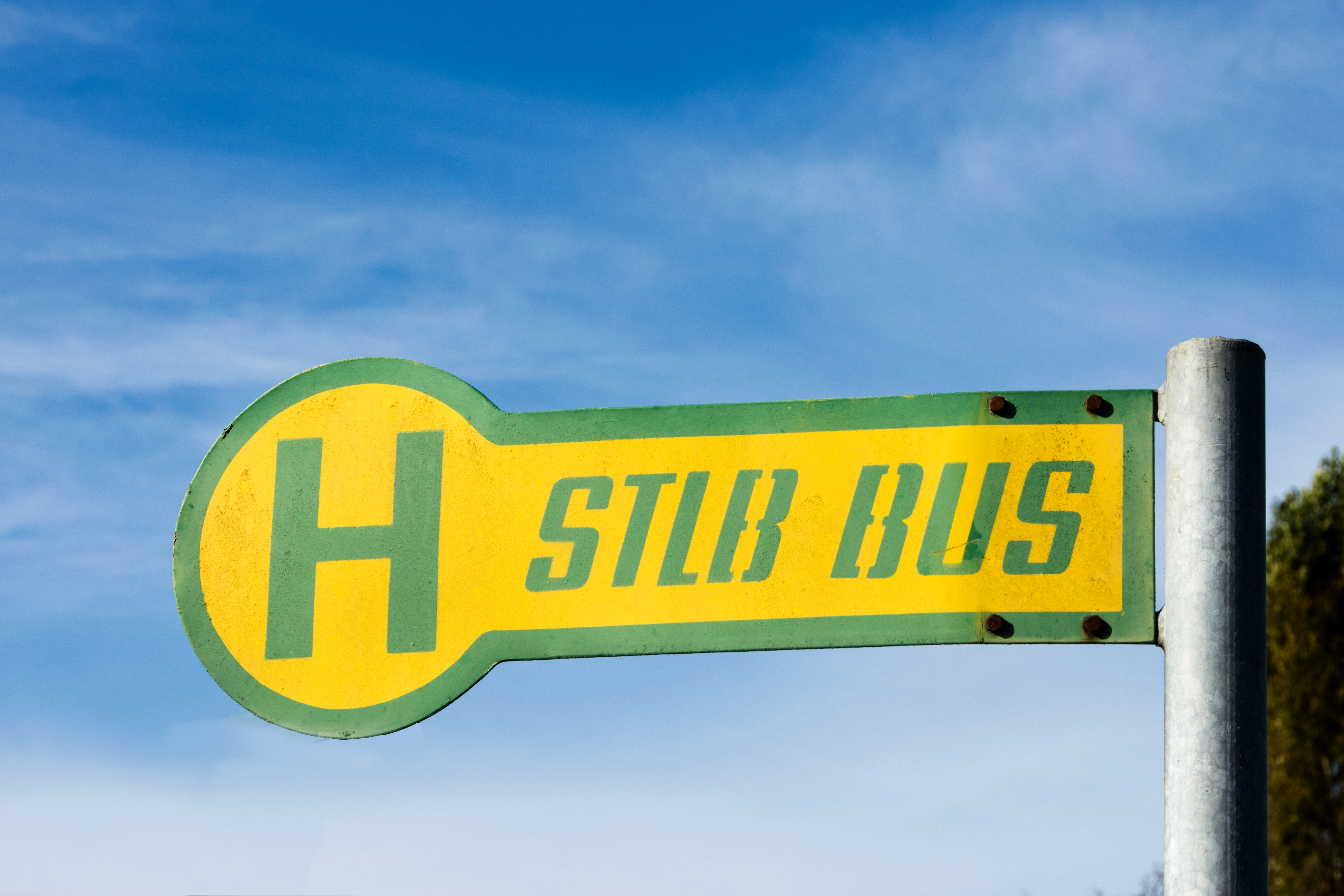
Altes STLB-Bus Haltestellenschild

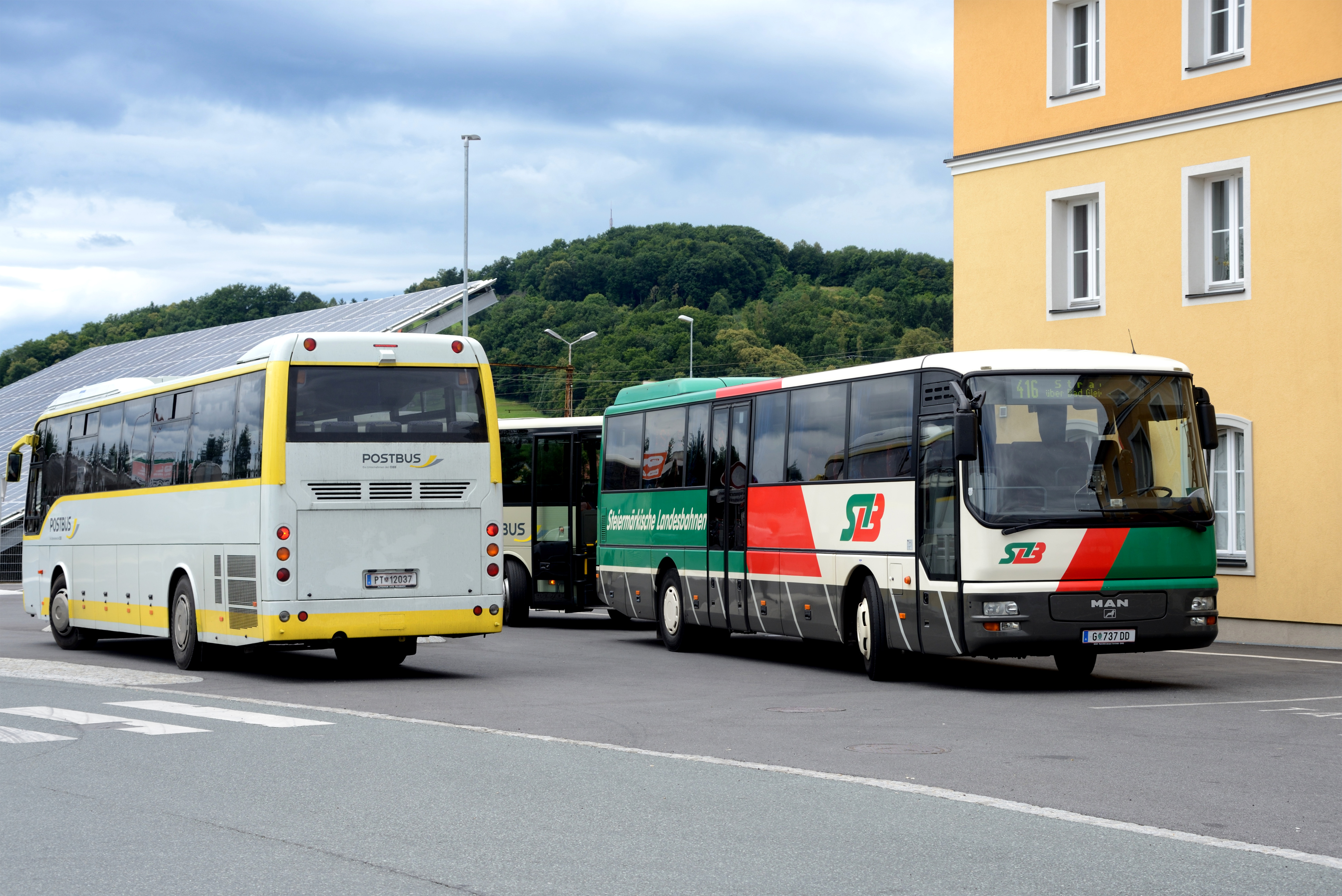
MAN A01 der STLB beim Bahnhof Feldbach auf der Linie.

| Eisenbahn                             | Eisenbahn                                                        |
| Linie                                 | Strecke                                                          |
| ------------------------------------- | ---------------------------------------------------------------- |
| S-Bahn Steiermark                     | Übelbach – Peggau (– Graz Hauptbahnhof)                          |
| S-Bahn Steiermark                     | Weiz – Gleisdorf (– Graz Hauptbahnhof)                           |
| Regionalzug                           | Feldbach – Bad Gleichenberg                                      |
| R 630                                 | Unzmarkt – Murau – Tamsweg                                       |
| Autobus                               |                                                                  |
| Linie                                 | Strecke                                                          |
| Raum Übelbach                         |                                                                  |
| 152                                   | Übelbach – Kleintal – Neuhof                                     |
| Raum Aflenz-Turnau                    |                                                                  |
| 171                                   | Bruck an der Mur – Kapfenberg – Aflenz-Kurort – Turnau           |
| Raum Weiz / Gleisdorf                 |                                                                  |
| 202                                   | Weiz – Gleisdorf                                                 |
| 204                                   | Weiz – Unterfeistritz                                            |
| 208                                   | Weiz – Preding bei Weiz – Krottendorf – Weiz                     |
| 209                                   | Weiz – Stubenberg – Herberstein – Kaibing                        |
| 215                                   | Weiz – Greith – Breitegg – St. Ruprecht/Raab                     |
| 350                                   | Gleisdorf – Graz                                                 |
| Raum Feldbach / Bad Radkersburg       |                                                                  |
| 407                                   | Feldbach – Fehring – Unterlamm – Magland                         |
| 409                                   | Fehring (Bad Gleichenberg) – St. Anna am Aigen – Bad Radkersburg |
| 415                                   | Feldbach – Maierdorf – Krusdorf – Straden                        |
| 416                                   | Feldbach – Bad Gleichenberg – Bad Radkersburg                    |
| 419                                   | Oberkrusdorfberg – Straden                                       |
| 503                                   | Tieschen – Straden – Mureck                                      |
| 555*                                  | Bad Radkersburg Hauptplatz – Bad Radkersburg Bahnhof*            |
| 561                                   | Gosdorf – Halbenrain – Bad Radkersburg                           |
| 577                                   | (Neustift -) Tieschen – Klöch – Bad Radkersburg                  |
| Raum Werndorf / Leibnitz              |                                                                  |
| 560                                   | Leibnitz – Strass – Mureck – Bad Radkersburg                     |
| 635                                   | Werndorf – CCG Graz Süd – Wundschuh                              |
| Raum Murau                            |                                                                  |
| 885                                   | Neumarkt b. Unzmarkt – St. Lambrecht – Murau                     |
| 886                                   | Neumarkt b. Unzmarkt – Mühlen                                    |
| 888                                   | Zeutschach b. Baierdorf – Neumarkt                               |
| 890                                   | Neumarkt b. Unzmarkt – Murau – Tamsweg                           |
| 895                                   | Murau – Tamsweg                                                  |
| 897                                   | Murau – Frojach                                                  |
| 898*                                  | Murau – Stolzalpe*                                               |
| 945                                   | St. Nikolai – Stein an der Enns – Gröbming                       |
| 946                                   | Gröbming – Stein an der Enns (– Breitlahnalm)                    |
| * = Stadtverkehr (Linien 555 und 898) |                                                                  |

## Strecken

### Eigene Strecken – Schmalspur
- Landesbahn Unzmarkt–Tamsweg, Murtalbahn (760 mm), Dieselbetrieb, touristischer Dampfbetrieb
- Weiz–Oberfeistritz–Birkfeld, Feistritztalbahn (760 mm), Dieselbetrieb (bis 2015 Güterverkehr bis Oberfeistritz), touristischer Dampfbetrieb vom Club U44 bis Birkfeld

### Eigene Strecken – Normalspur
- Bahnstrecke Gleisdorf–Weiz (1.435 mm), Dieselbetrieb
- Lokalbahn Peggau–Übelbach (1.435 mm), elektrifiziert (15 kV Wechselstrom)
- Landesbahn Feldbach–Bad Gleichenberg, 1.435 mm, elektrifiziert (1.800 V Gleichstrom)

### Betriebsführung durch die StB
- Lokalbahn Mixnitz–Sankt Erhard (760 mm), elektrifiziert (800 V Gleichstrom)
- Terminal Graz Süd/Werndorf (1.435 mm), Dieselbetrieb, teilweise elektrifiziert (15 kV Wechselstrom).

### Ehemalige Strecken
Auf mehreren Strecken und Streckenabschnitten der StB wurde der Verkehr, meist aus wirtschaftlichen Gründen, eingestellt.
- Lokalbahn Kapfenberg–Au–Seewiesen, Thörlerbahn (760 mm), nach gescheitertem Museumsbahnbetrieb abgetragen
- Lokalbahn Preding-Wieselsdorf–Stainz, Stainzerbahn (760 mm), heute Touristikbahn Stainzer Flascherlzug
- Abschnitt Oberfeistritz–Birkfeld–Ratten der Feistritztalbahn. Birkfeld–Ratten wurde abgetragen (heute Radweg).

Vor 1918 betrieb die Steiermarkbahn auch mehrere Lokalbahnen in der damaligen Untersteiermark, die heute zu Slowenien gehört.
- Lokalbahn Pöltschach–Gonobitz
- Cilli–Wöllan
- Windisch-Feistritz (Slovenska Bistrica)–Windisch-Feistritz Stadt

## Güterbeförderung
Die StB führt regionale und überregionale Gütertransporte auf der Schiene durch, wie z. B. den Touareg-Express von den Magna-Werken in Preding bei Weiz und Albersdorf nach Bratislava zum Volkswagen-Werk, der fünfmal in der Woche geführt wird.
In Zusammenarbeitet mit dem Tochterunternehmen Steiermarkbahn Transport und Logistik GmbH organisiert die Steiermarkbahn Ganzzugverkehre im EU-Raum.

## Triebwagen und Lokomotiven

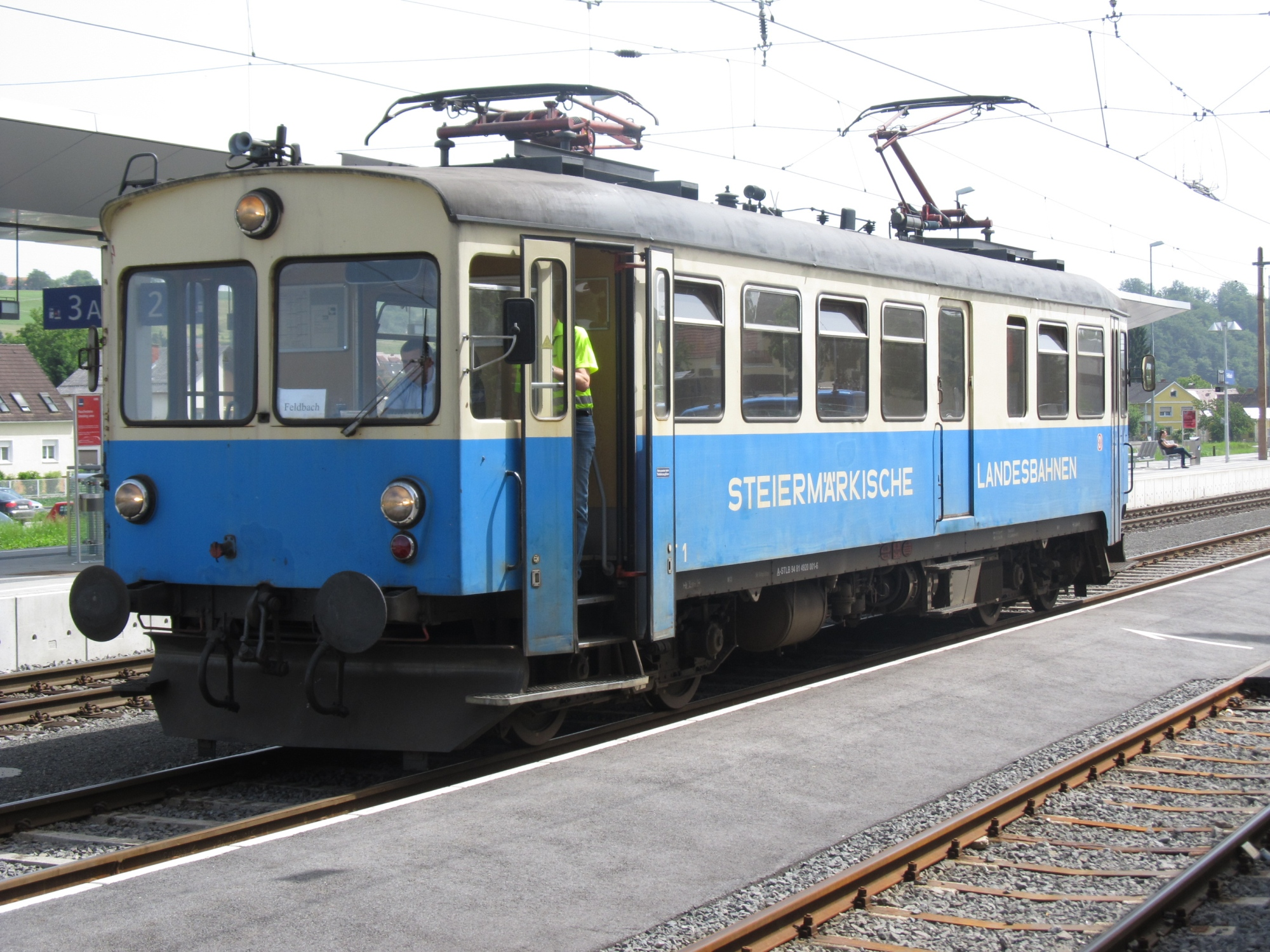
Elektrotriebwagen ET 1 im Bahnhof Feldbach

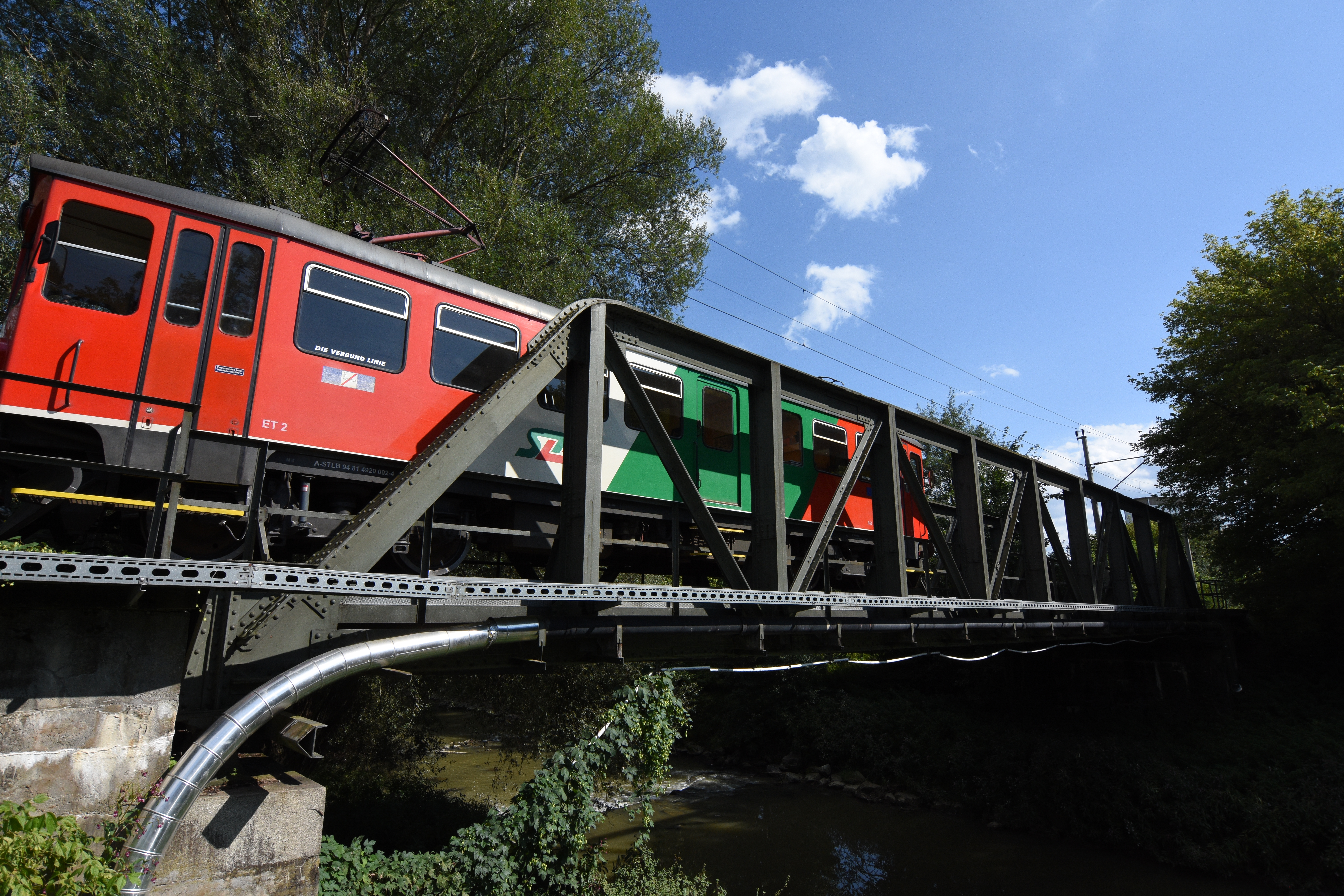
ET 2 auf der Raabbrücke Feldbach

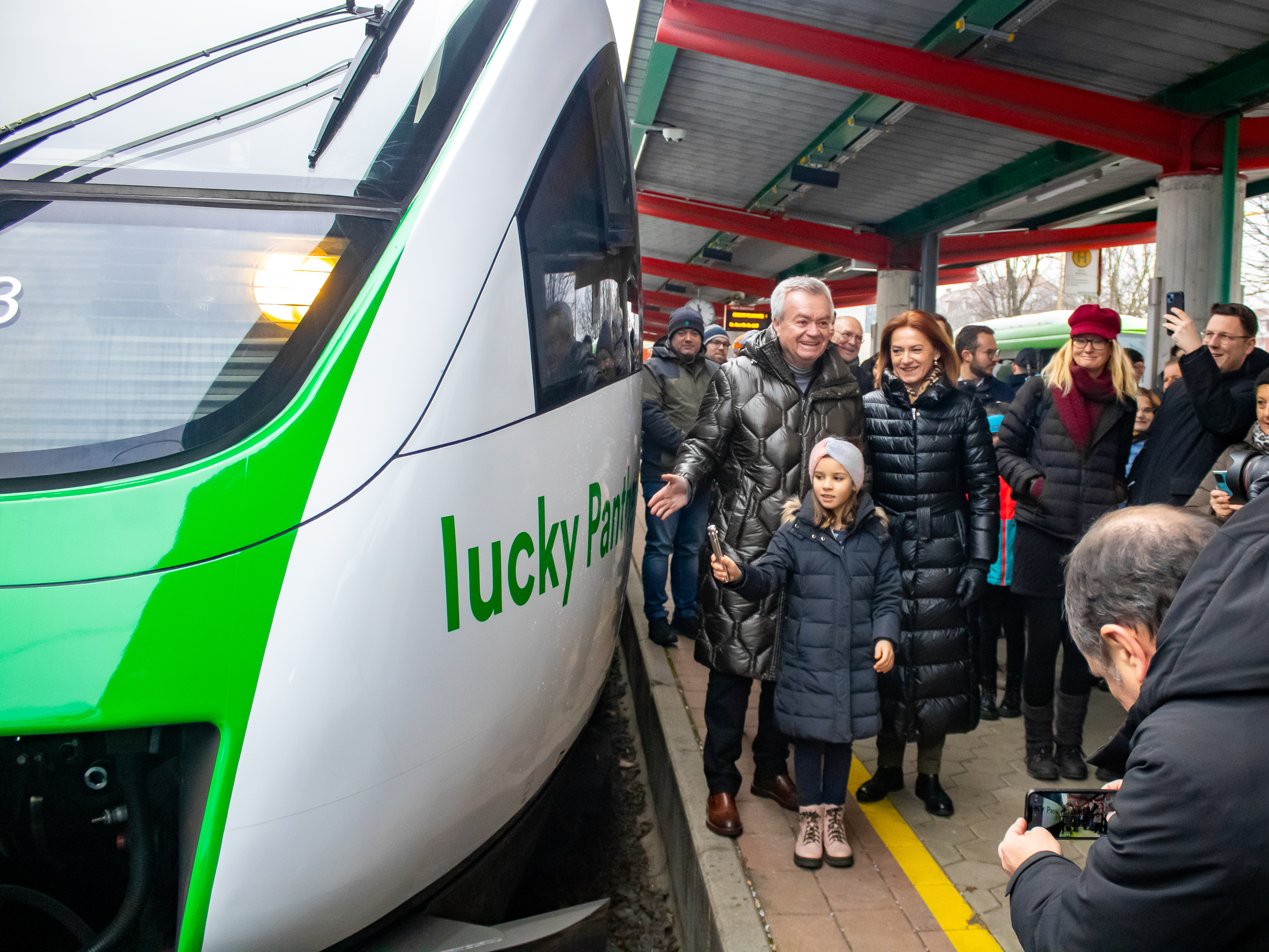
Einer der drei Talent-Triebwagen bei ihrer Taufe durch Anton Lang (2024)

Im Dienste der Bahn stehen drei Lokomotiven entsprechend der Reihe 2016 „Herkules“ der ÖBB für Langstreckentransporte von Gütern. Zwei Stück wurden wieder verkauft.

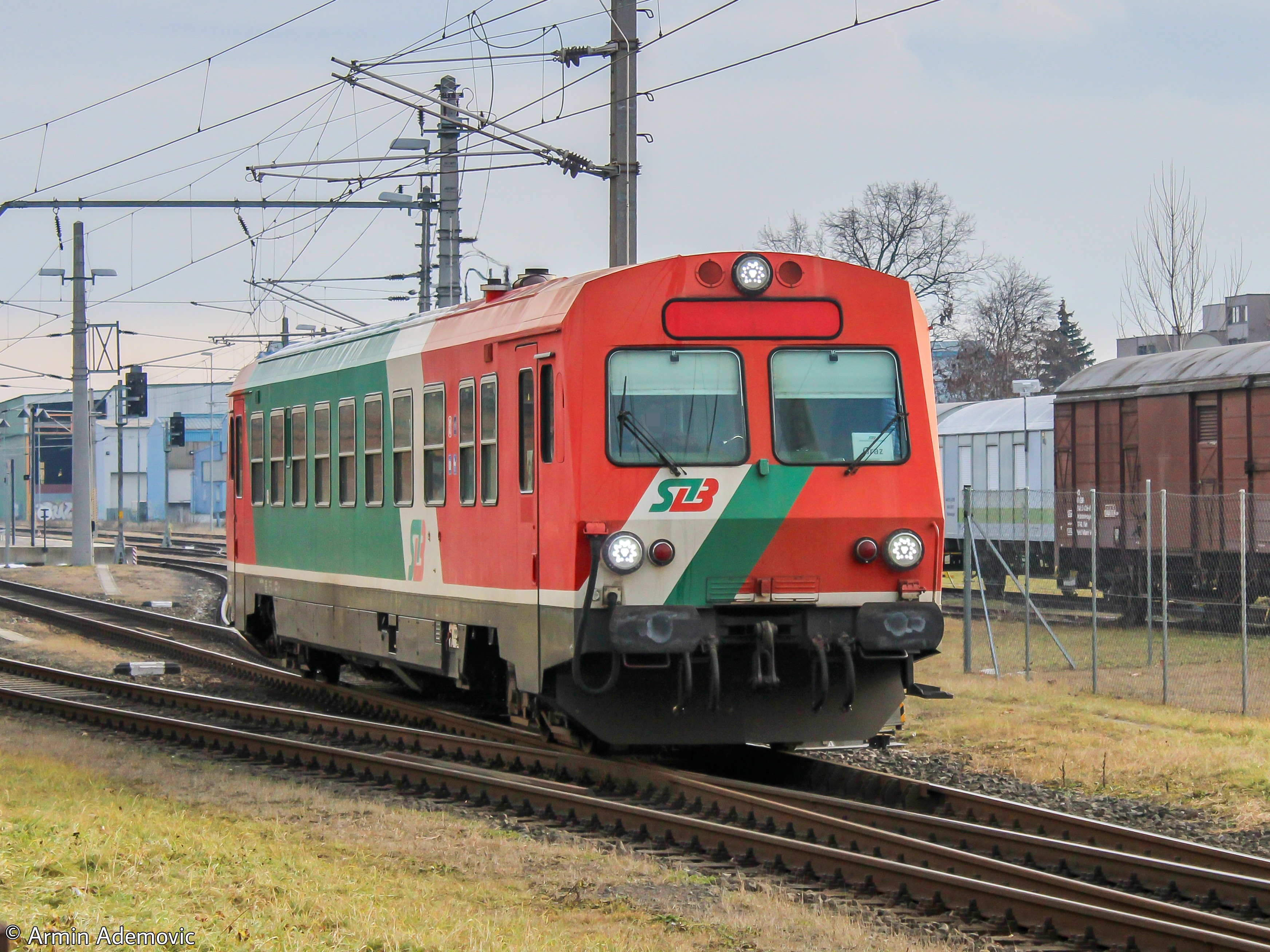
Ehemaliger Triebwagen der Reihe 5047

Der Personenverkehr zwischen Weiz und Graz wird mit Diesel-Triebwagen der Reihe 5062 (GTW) und der Reihe 643 (Talent) abgewickelt. 2011 wurden drei dieselelektrische und drei Elektro-Gelenktriebwagen von Stadler für den S-Bahn-Verkehr beschafft. Nach anfänglichen Zulassungsproblemen sind die Diesel-GTW seit November 2011 im Einsatz.
2023 beschaffte die StB drei gebrauchte (Baujahr 1998) Diesel-Gelenktriebwagen der deutschen Reihe 643 (Bombardier Talent) und stellte sie im Dezember 2023 in Dienst. Die bei der Inbetriebsetzung 25 Jahre alten Talent Triebwagengarnituren mit dieselmechanischem Antrieb sind drei-teilig und weisen jeweils 135 Sitzplätze sowie 150 Stehplätze auf. Sie lösen die zwei Triebwagen der Baureihe 5047 (Baujahr 1992) sowie die 2014 als Ersatz für gebrauchte schweizerische Leichtstahlwagen beschafften CityShuttle-Wagen der ÖBB ab.
Die Lokalbahn nach Übelbach wird seit 2011 mit drei elektrischen Triebwagen Typ GTW 2/6 betrieben, die sich von den dieselelektrischen nur im Antriebsmodul unterscheiden. Zuvor wurden ehemalige Schweizer Elektrotriebwagen eingesetzt, wovon einer noch heute fallweise verwendet wird. Bis Ende 2010 war auch ein von den ÖBB angemieteter Triebwagen der Reihe 4023 im Einsatz.
Auf der Landesbahn Feldbach–Bad Gleichenberg sind ebenfalls Elektrotriebwagen (Baujahr 1930, modernisiert 1979/1990) im Einsatz, für den Güterverkehr steht eine Elektrolokomotive im Einsatz.
Auf der Murtalbahn verkehren die Schmalspur-Triebwagen VT 31–35, die in der Folge von den ÖBB als Reihe 5090 nachgebaut wurden. Die StB verfügt zusätzlich über passende Steuerwagen für diese Baureihe. Auf der Murtalbahn werden – wie auch auf der Feistritztalbahn – Nostalgiefahrten mit Dampflokomotiven durchgeführt.
Für Güterverkehr und Verschub steht der Steiermarkbahn folgendes Rollmaterial zur Verfügung:

### Schmalspur (760 mm)
- 8 Dampflokomotiven
- 8 Diesellokomotiven
- 5 Dieseltriebwagen
- 4 Elektrolokomotiven (Gleichstrom)
- 4 Steuerwagen (Reisezugwagen)
- 27 Personenwagen (Touristikzüge)
- 3 Gepäckwagen
- 168 Güterwagen

### Normalspur (1.435 mm)
- 6 Diesellokomotiven
- 6 Dieseltriebwagen
  - 2 Dieseltriebwagen vom Typ Jenbacher Werke (1992)
  - 3 Dieseltriebwagen vom Typ Stadler GTW 4. Generation (2010)
  - 3 Dieseltriebwagen vom Typ Bombardier Talent 1 (1998)
- 1 Elektrolokomotive (Gleichstrom)
- 4 Elektrotriebwagen (Wechselstrom)
- 2 Elektrotriebwagen (Gleichstrom)
- 42 Güterwagen

### Trivia
Die Steiermarkbahn wendet für ihre Dampflokomotiven als letztes Bahnunternehmen nach wie vor das Reihenschema der kkStB und BBÖ an.

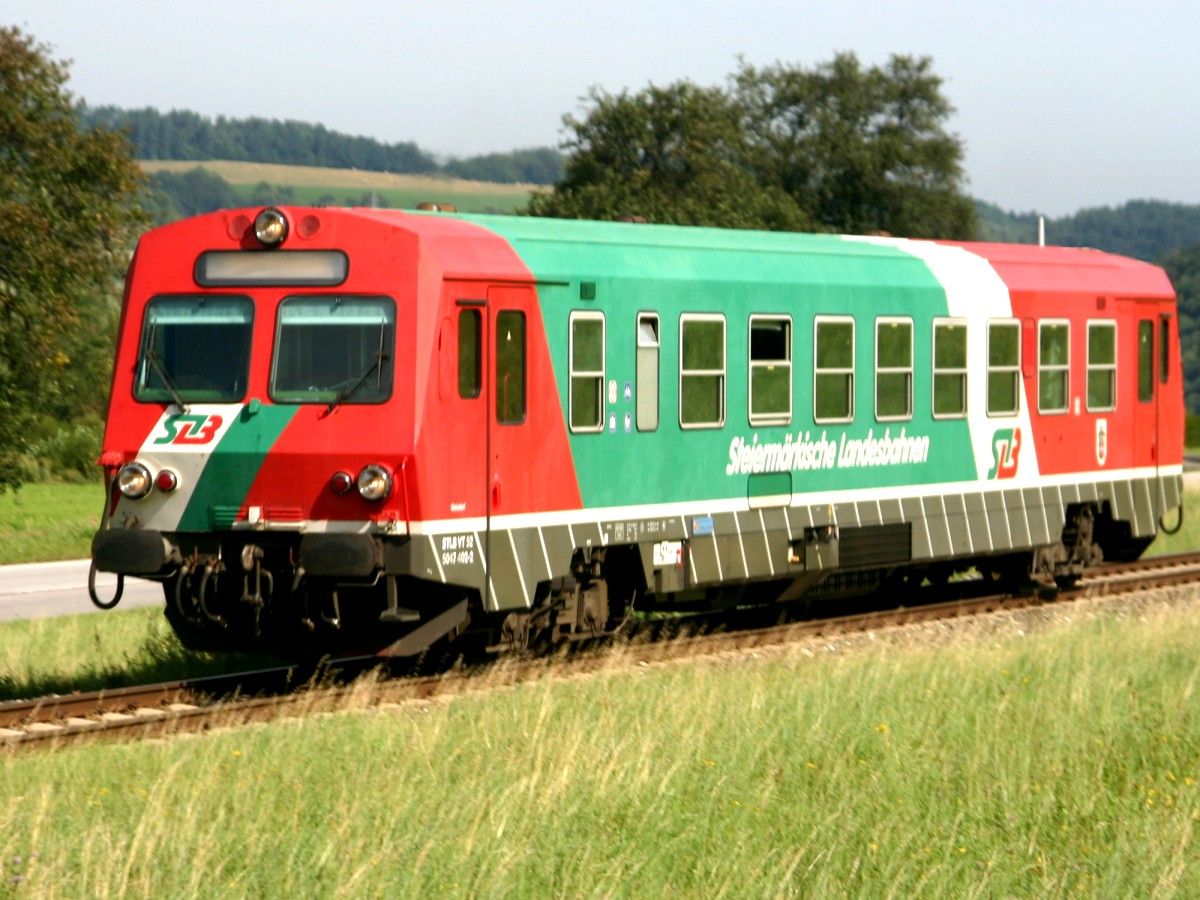
Ehemaliger Dieseltriebwagen der Reihe 5047 der StB
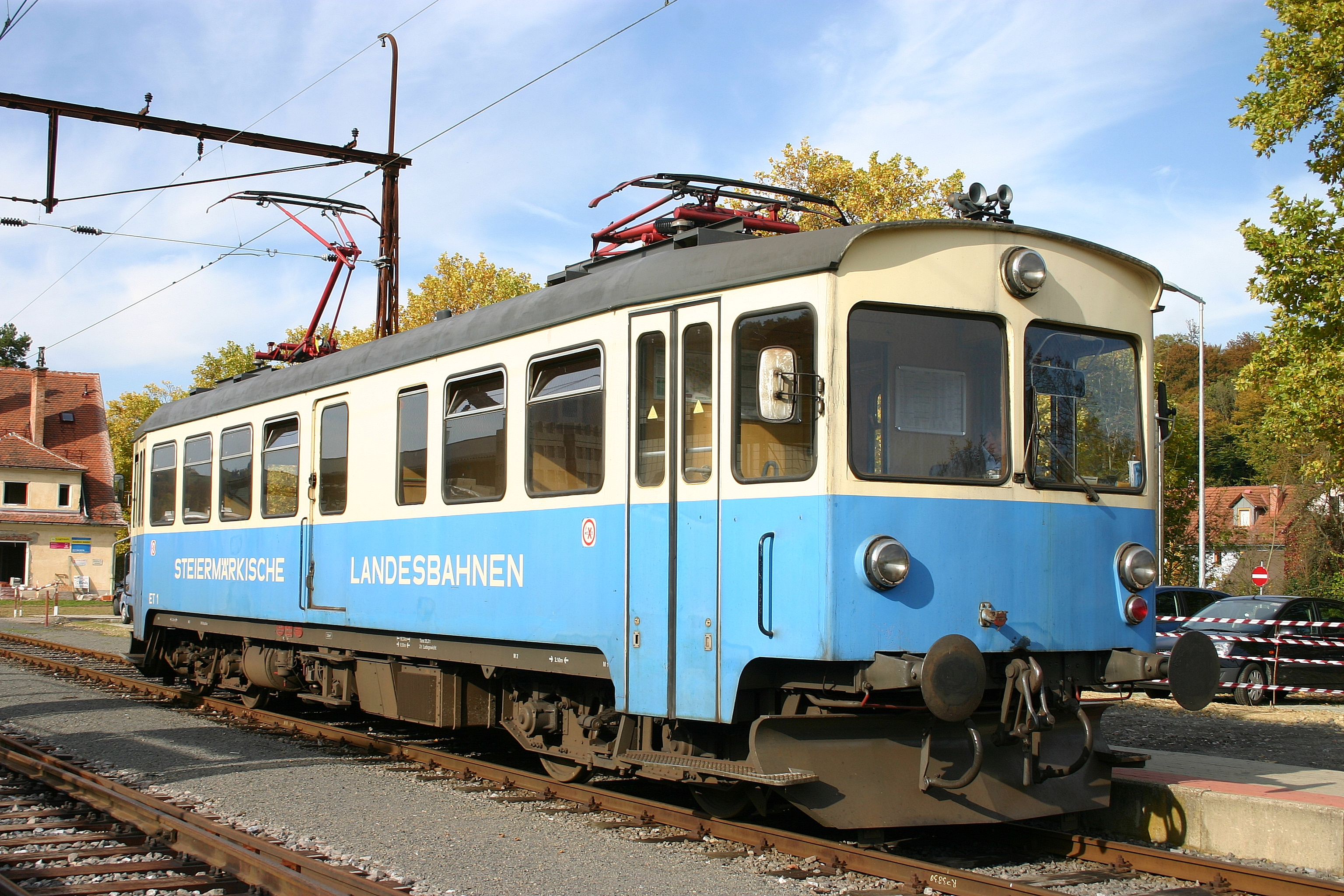
Elektrotriebwagen „ET 1“ der Landesbahn Feldbach – Bad Gleichenberg im Bahnhof Bad Gleichenberg
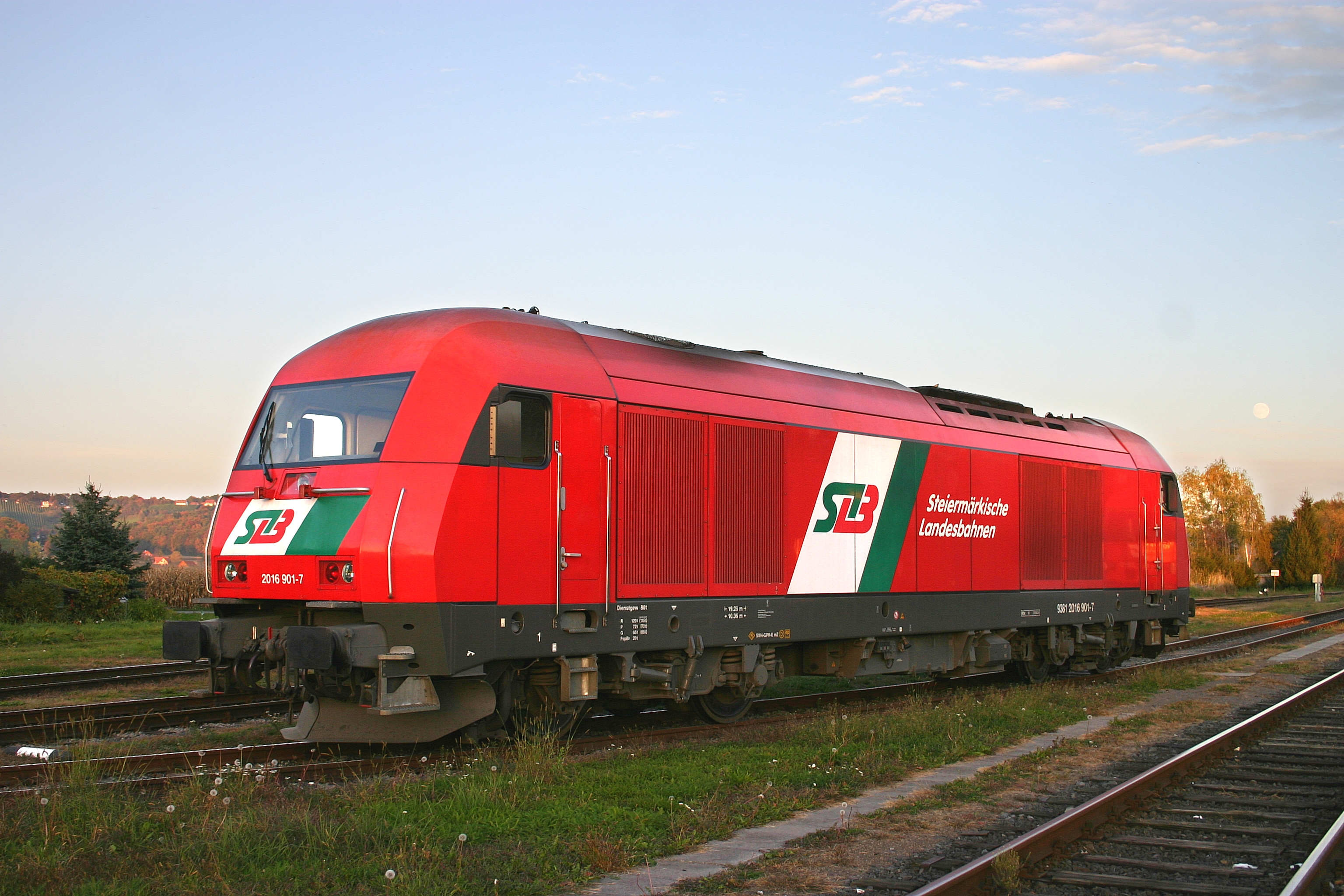
2016 901-7 im Bahnhof Fehring
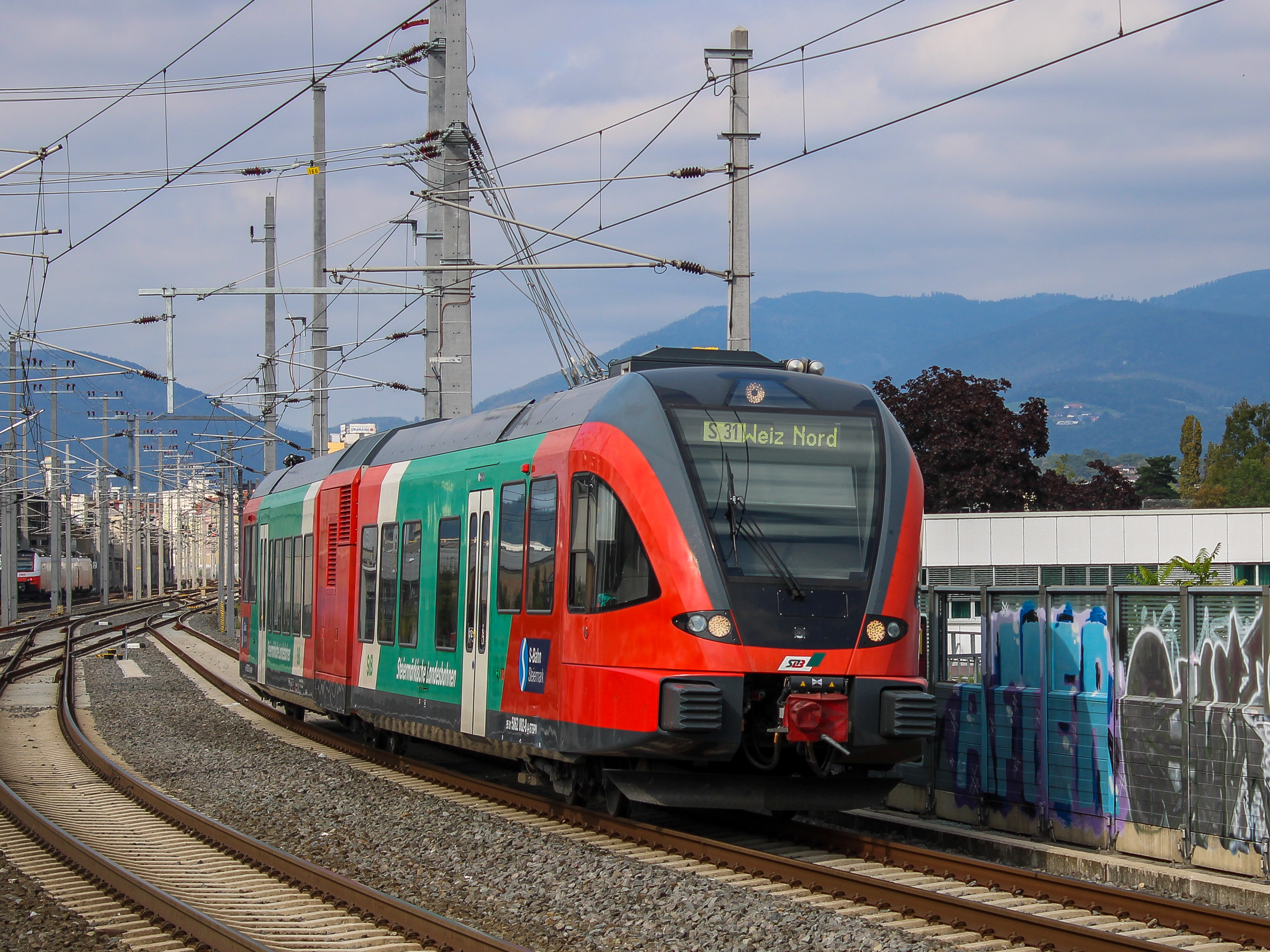
Steiermarkbahn 5062 002 in altem Lackschema in Graz Don Bosco
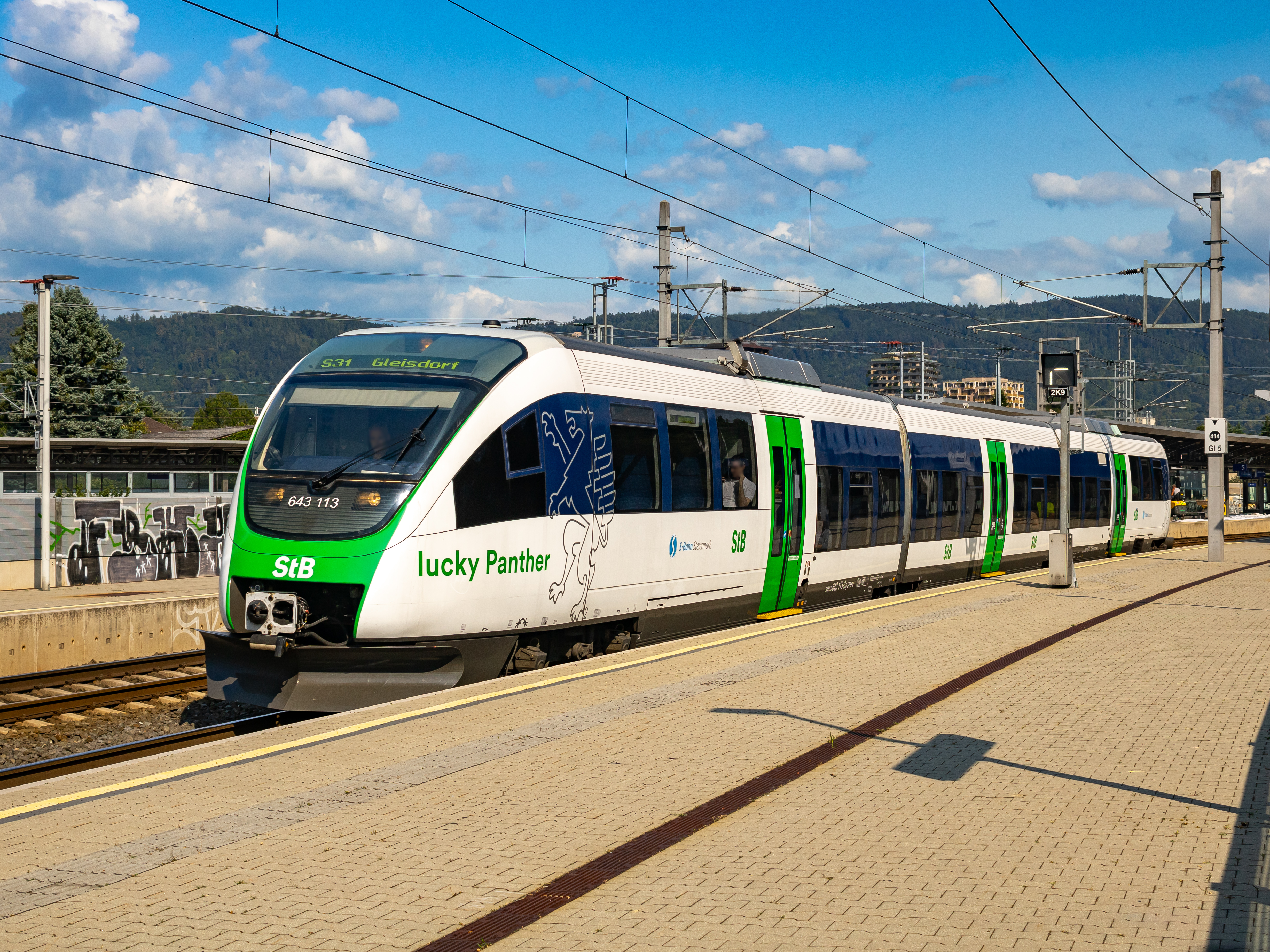
Einer der gebrauchten Triebwagen der Reihe 643 in Don Bosco.

### Fahrzeugdesign

Ehemaliges Logo der STLB

Der Panther als Logo der Steiermarkbahn

Bis 1992 waren die Schienenfahrzeuge der damaligen STLB je nach Bahnlinie unterschiedlich gestaltet (einzelne Fahrzeuge tragen die alte Farbgebung heute noch). Die Fahrzeuge auf der heutigen S11 (Übelbacherbahn) waren oben gelb, unten rot lackiert. Auf der heutigen S31 (Weizer Bahn) wurden elfenbein-grün lackierte Personenwagen eingesetzt, die Schienenbusse waren orange mit blauem Dach. Die Triebwagen der heutigen R532 (Gleichenberger Bahn) waren oben elfenbein, unten hellblau lackiert, der ET 1 trägt diese Farben heute noch. Auf der heutigen R630 (Murtalbahn) waren die Dieselloks rot, Wagen grün bzw. in den 1980er Jahren grün mit elfenbeinfarbenem Fensterband; die ab 1980 beschafften Triebwagen trugen dunkelgelben Anstrich mit orangeroten Fronten, die Postwagen waren gelb mit grünem Dach.
Von 1992 (Beschaffung der Reihe 5047 für die Weizer Bahn bzw. des VT 35 für die Murtalbahn) bis 2018 waren Triebwagen und Reisezugwagen bei den damaligen STLB an den Enden rot, in der Mitte grün und weiß mit schrägen Farbtrennkanten lackiert. Lokomotiven wurden rot mit weißen und grünen Schrägstreifen, Güterwagen grau mit einem roten bzw. rot-grünen Längsstreifen lackiert. Die im freien Netzzugang eingesetzten Lokomotiven der Steiermarkbahn waren dagegen weiß mit schräg abgesetzten grünen Farbfeldern lackiert, die Lokomotiven der Reihe 2048 grün mit rotem Rahmen.
Am 29. Juni 2018 wurde das neue Design für alle Züge der nunmehrigen StB vorgestellt. Die Fahrzeuge sind dabei vollständig in verkehrsweiß (RAL 9016) gehalten. Lediglich ein stilisierter steirischer Panther als Bildmarke, die neue StB-Wortmarke und die zur Erhöhung des Kontrasts mit Folien beklebten Türen bieten Farbakzente in verkehrsgrün (RAL 6024) und bei den S-Bahn-Fahrzeugen ein S-Bahnlogo in blau. Die Frontseiten der Triebwagen sind teilweise grün und die Fensterbänder der Triebfahrzeuge und Reisezugwagen sowie der obere Bereich der Lokomotiven stahlblau (RAL 5011). Aus Kostengründen wird das Rollmaterial nicht umlackiert, sondern lediglich mit Folien beklebt.